# 路德維希 (拿騷-薩爾布魯根親王)
拿騷-薩爾布魯根的路德維希（德語：Ludwig von Nassau-Saarbrücken，1745年1月3日—1794年3月2日），是拿騷王朝的成員（瓦爾拉姆系威爾堡分支），末代拿騷-薩爾布魯根親王。受到法國大革命影響，1793年薩爾布魯根被法軍佔領，路德維希逃離至阿沙芬堡，隔年去世。